# Chrysobothris omurai
Chrysobothris omurai es una especie de escarabajo del género Chrysobothris, familia Buprestidae. Fue descrita científicamente por Baudon en 1968.